# Hytanis
Hytanis là một chi nhện trong họ Oonopidae.